# Phytala elais
Phytala elais är en fjärilsart som beskrevs av Doubleday och William Chapman Hewitson 1852. Phytala elais ingår i släktet Phytala och familjen juvelvingar. Inga underarter finns listade i Catalogue of Life.

## Bildgalleri

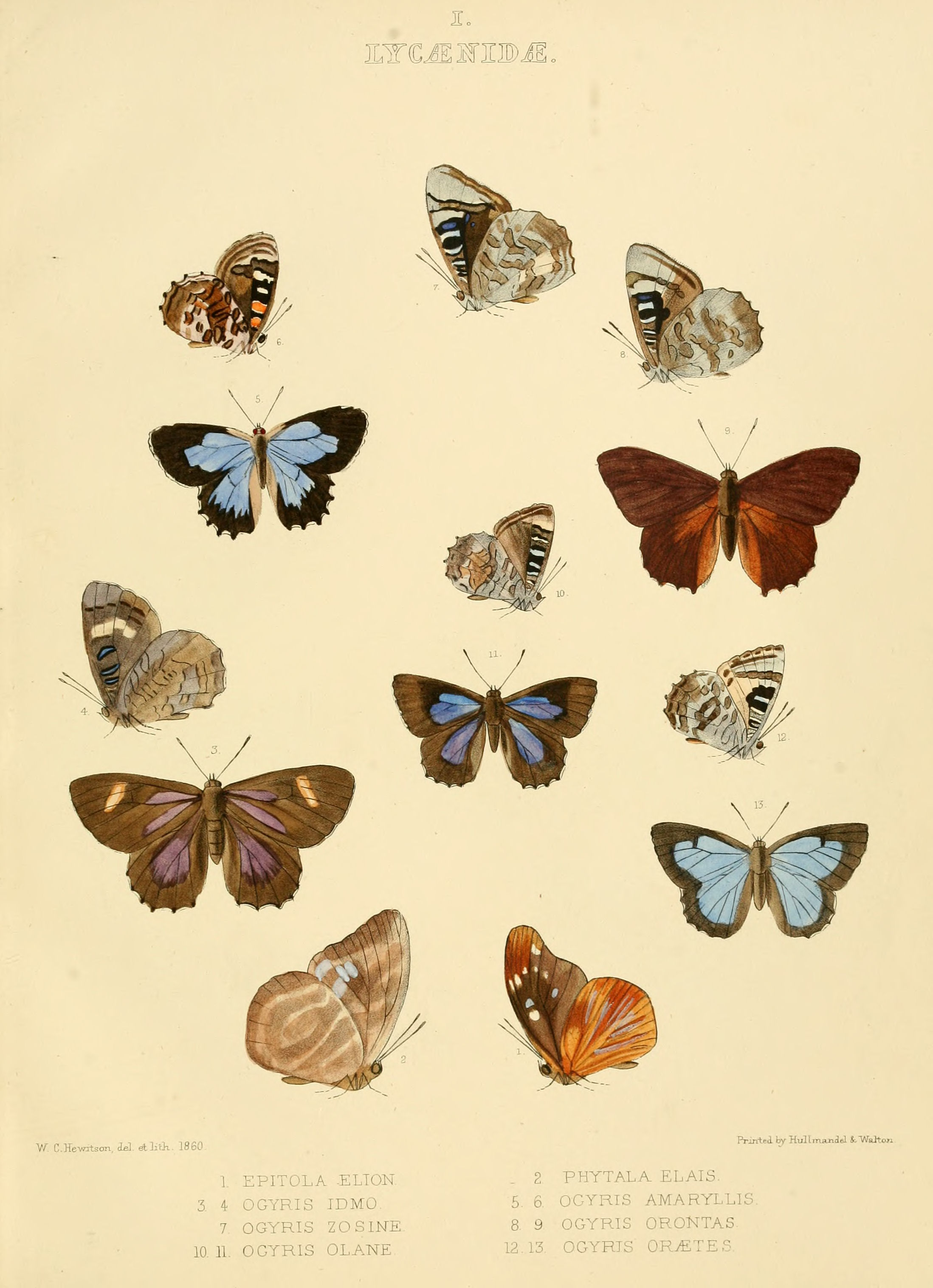
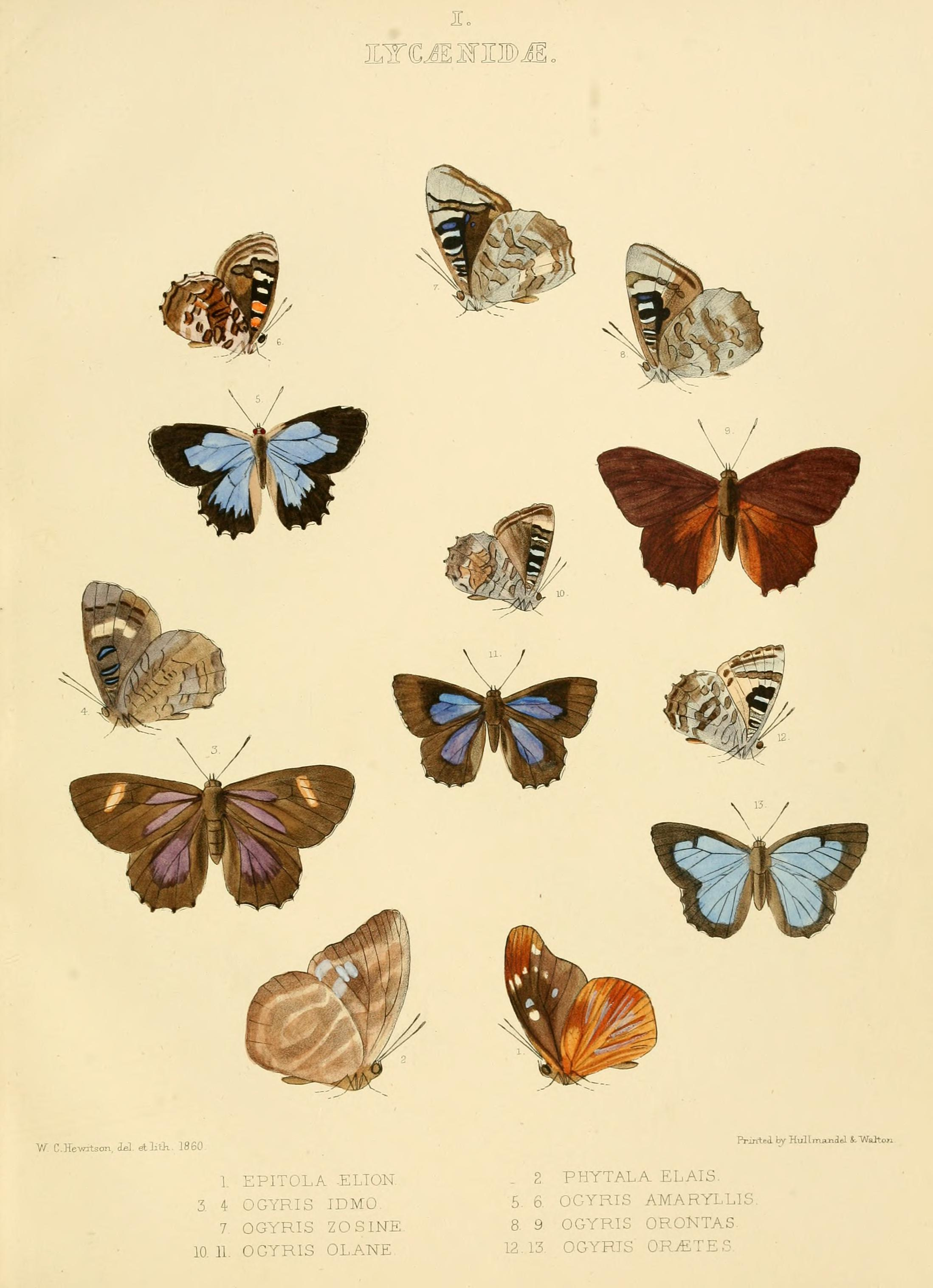